# Bildweite

Abbildung 1: Skizze einer Abbildung mit einer Linse. Befindet sich der abzubildende Gegenstand näher als die unendliche Entfernung, dann ist die Bildweite eines reellen Bildes größer als die Brennweite.

Die Bildweite beschreibt den Abstand zwischen dem von einer optischen Linse oder einem Spiegel erzeugten Bild und der bildseitigen Hauptebene entlang der optischen Achse. Bei einzelnen dünnen Linsen kann die Hauptebene durch die Linsenmitte angenähert werden.
Ein reelles Bild hat eine positive Bildweite, bei Linsen sind dann Gegenstand und Bild auf den sich gegenüberliegenden Seiten der optischen Achse. Hingegen scheint ein virtuelles Bild auf der Seite des Gegenstandes zu liegen. Die Bildweite ist in diesem Fall negativ.
Für eine Sammellinse gilt:
Ist die Gegenstandsweite {\displaystyle g} kleiner als {\displaystyle f}, so ist die Bildweite {\displaystyle b} negativ und es entsteht ein virtuelles Bild, wie bei der Lupe. Ist sie kleiner {\displaystyle 2f} und größer {\displaystyle f}, so entsteht eine Vergrößerung. Entspricht die Gegenstandsweite gerade {\displaystyle 2f}, so ist die Bildgröße {\displaystyle B} gleich der Gegenstandsgröße {\displaystyle G}. Ist sie größer als {\displaystyle 2f} dann entsteht eine Verkleinerung.
Zerstreuungslinsen erzeugen von jedem Gegenstand ein verkleinertes virtuelles Bild. Das Bild liegt demnach vom Betrachter aus gesehen auf der Gegenstandsseite, und die Bildweite ist negativ.

## Formeln
Gegenstands- und Bildweite sind durch die Linsengleichung miteinander verbunden:
{\displaystyle {\frac {1}{f}}={\frac {1}{b}}+{\frac {1}{g}}}
Hierbei ist {\displaystyle f} die Brennweite der Linse (des Spiegels), diese ist bei Sammellinsen positiv, bei Zerstreuungslinsen negativ.
Der Abbildungsmaßstab {\displaystyle B/G}, also das Verhältnis der Bild- zur Gegenstandsgröße, ist gleich dem Verhältnis der Bildweite zur Gegenstandsweite:
{\displaystyle {\frac {B}{G}}={\frac {b}{g}}}
Man beachte, dass hier positive Werte der Vergrößerung ein umgekehrtes Bild (wie in Abb. 1) bedeuten, negative ein aufrechtes.

## Übersicht bei Sammellinsen (f> 0)
| Nr. | Gegenstandsweite g     | Bildweite b            | Bildeigenschaften              |
| --- | ---------------------- | ---------------------- | ------------------------------ |
| 1.  | {\displaystyle g>2f}   | {\displaystyle f<b<2f} | reell, umgekehrt, verkleinert  |
| 2.  | {\displaystyle g=2f}   | {\displaystyle 2f=b}   | reell, umgekehrt, gleich groß  |
| 3.  | {\displaystyle f<g<2f} | {\displaystyle b>2f}   | reell, umgekehrt, vergrößert   |
| 4.  | {\displaystyle g=f}    | -                      | Bild im Unendlichen            |
| 5.  | {\displaystyle g<f}    | -                      | virtuell, aufrecht, vergrößert |